# 760-е годы до н. э.
760-е (семьсо́т шестидеся́тые) го́ды до на́шей э́ры по пролептическому юлианскому календарю — промежуток времени с 1 января 769 года до н. э. по 31 декабря 760 года до н. э., включающий с 769 по 761 годы 4-го десятилетия  и 760 год 5-го десятилетия VIII века 1-го тысячелетия до н. э. Им предшествовали 770-е годы до н. э., за ними следовали 750-е годы до н. э. Они закончились 2785 лет назад.

## События

### 769 год до н. э.
- Поход ассирийского царя Ашшур-дана III против страны Иту’а.
- Умер князь Лу Сяо-гун, ему наследовал сын Фу-хуан (Хуэй-гун, эра правления 768—723)[1].
- Халдей из страны моря Эриба-Мардук захватил Вавилон и провозгласил себя царём.

### 768 год до н. э.
- Прошла III Олимпиада. Победителем в единственном виде спорта (беге на один стадий) стал Андрокл из Мессении. Возможно, он тождествен мессенцу, упомянутому во время войны[2].
- Поход ассирийского царя Ашшур-дана III против мидян.
- Чжоуский ван даровал титул сыту (управляющего общественными работами) чжэнскому бо[3].

## Важнейшие события
- 767 год до н. э. (согласно хронологии Эдвина Тила) — Амасия, царь Иудеи, убит войсками своего сына Озии.
- Около 765 — родился Исаия, один из великих библейских пророков.
- 764 год до н. э. — смерть Аргишти I, царя Урарту.
- 763—755 (или 758—750) — ливийский правитель Титару.